# Spirostachys
Spirostachys é um género botânico pertencente à família Euphorbiaceae.

## Espécies
Apresenta dez espécies:
| - Spirostachys africanus - Spirostachys glomeriflora - Spirostachys madagascarienis - Spirostachys occidentalis - Spirostachys olivascens | - Spirostachys patagonica - Spirostachys ritteriana - Spirostachys synandra - Spirostachys vaginata - Spirostachys venenifera |

## Nome e referências
Spirostachys Sond.